# Unterseeboot 197
Le Unterseeboot 197 (ou U-197) est un sous-marin allemand (U-Boot) de type IX D2 utilisé par la Kriegsmarine pendant la Seconde Guerre mondiale.

## Historique
Mis en service le 10 octobre 1942, l'Unterseeboot 197 reçoit sa formation de base dans la 4. Unterseebootsflottille à Stettin en Allemagne jusqu'au 31 mars 1943, où il rejoint la formation de combat la 12. Unterseebootsflottille à Bordeaux en France.
Il quitte le port de Kiel pour sa première patrouille le 3 avril 1943 sous les ordres du Kapitänleutnant Robert Bartels. Après 140 jours en mer et un succès de trois navires marchands coulés pour un total de 21 267 tonneaux et un navire marchand endommagé de 7 181 tonneaux, l'U-197 est coulé à son tour le 20 août 1943 au sud de Madagascar à la position géographique de 28° 40′ S, 42° 36′ E par des charges de profondeurs lancées par deux hydravions britanniques Consolidated PBY Catalina du Squadron. 259/C et 265/N.

Les 67 membres d'équipage meurent dans cette attaque.

## Affectations successives
- 4. Unterseebootsflottille du 10 octobre 1942 au 31 mars 1943 (entrainement)
- 12. Unterseebootsflottille du 1er avril au 20 août 1943 (service actif)

## Commandement
- Kapitänleutnant, puis ''korvettenkapitän'' Robert Bartels du 10 octobre 1942 au 20 août 1943

## Patrouilles
|       | Commandant            | Départ       | Départ | Arrivée      | Arrivée | Jours     | Succès   |
| ----- | --------------------- | ------------ | ------ | ------------ | ------- | --------- | -------- |
| 1     | Kptlt. Robert Bartels | 3 avril 1943 | Kiel   | 20 août 1943 | Coulé   | 140 jours | 28 448   |
| Total | Total                 | Total        | Total  | Total        | Total   | 140 jours | 28 448 t |

Note : Kptlt. = Kapitänleutnant

## Navires coulés
L'Unterseeboot 197 a coulé trois navires marchands de 21 267 tonneaux et a endommagé un navire marchand de 7 181 tonneaux au cours de l'unique patrouille (140 jours en mer) qu'il effectua.
| Date            | Nom            | Nationalité | Tonnage (GRT) | Fait      |
| --------------- | -------------- | ----------- | ------------- | --------- |
| 20 mai 1943     | Benakat        | Pays-Bas    | 4 763         | Coulé     |
| 24 juillet 1943 | Pegasus        | Suède       | 9 583         | Coulé     |
| 30 juillet 1943 | William Ellery | USA         | 7 181         | Endommagé |
| 17 août 1943    | Empire Stanley | Royaume-Uni | 6 921         | Coulé     |